# Cortland (Illinois)
Cortland è un comune degli Stati Uniti d'America, situato in Illinois, nella Contea di DeKalb.